# Фридрих Эрдман Саксен-Мерзебургский
Фридрих Эрдман Саксен-Мерзебургский (нем. Friedrich Erdmann von Sachsen-Merseburg; 20 сентября 1691, Мерзебург — 2 июня 1714, Кётен) — принц Саксен-Мерзебургский из альбертинской линии Веттинов.

## Биография
Фридрих Эрдман — шестой и самый младший сын герцога Кристиана II Саксен-Мерзебургского и его супруги Эрдмуты Доротеи Саксен-Цейцской, дочери герцога Морица Саксен-Цейцского. Старшие братья Фридриха Эрдмана герцоги Кристиан III и Мориц Вильгельм последовательно правили в Саксен-Мерзебурге.
15 февраля 1714 года Фридрих Эрдман женился в Кётене на Элеоноре Вильгельмине, дочери князя Эмануэля Лебрехта Ангальт-Кётенского и рейхсграфини Нинбургской Гизелы Агнессы. По случаю бракосочетания Фридрих Эрдман обзавёлся собственным двором и получил в апанаж амт Дискау. Однако принц внезапно умер в возрасте 23 лет. Его вдова вышла замуж во второй раз за Эрнста Августа I и стала герцогиней Саксен-Веймарской. И Фридрих Эрдман, и два его старших брата умерли, не оставив наследников, поэтому после смерти Морица Вильгельма к власти в Саксен-Мерзебурге пришёл их дядя Генрих. Фридрих Эрдман похоронен в княжеской усыпальнице в Мерзебургском соборе.